# Club Universitario de Buenos Aires

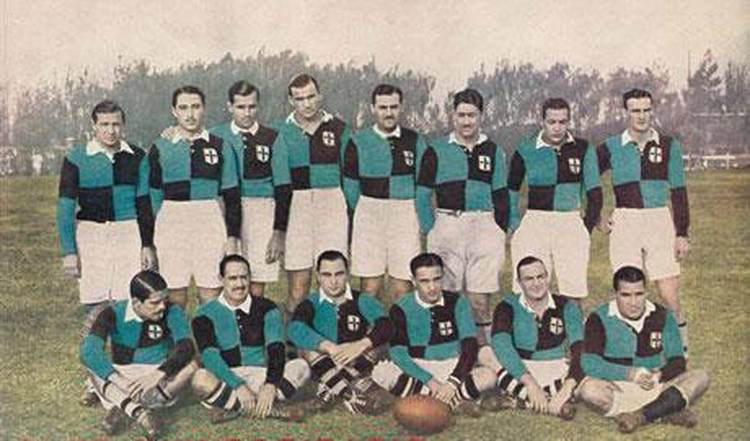
La squadra nel Campionato URBA 1931.

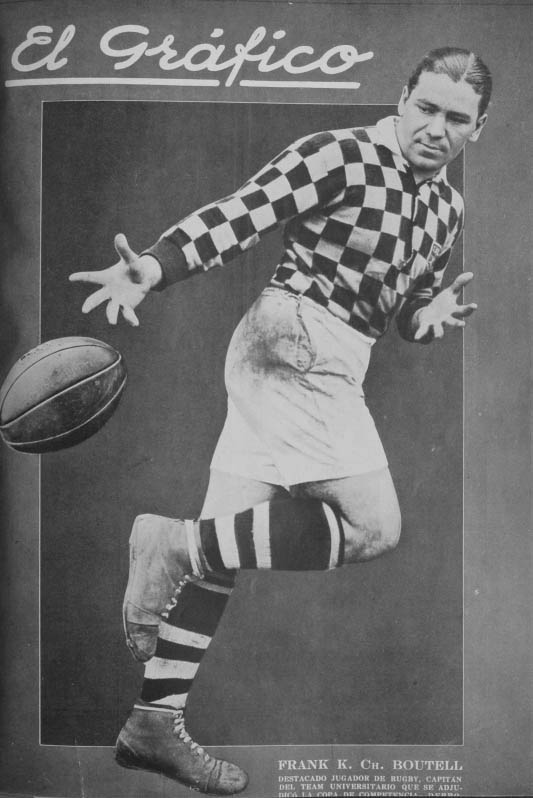
Frank Boutell.

Il Club Universitario de Buenos Aires o CUBA è una società polisportiva argentina; fondato nel 1918 da un gruppo di studenti dell'Università di Buenos Aires, si è evoluto nel corso degli anni ospitando numerose discipline, individuali e di squadra: tra queste ultime il calcio, l'hockey su prato e il rugby, disciplina, questa, nella quale il CUBA si è aggiudicato 13 titoli dell'URBA, il più importante campionato nazionale argentino.

## Storia
Il CUBA fu fondato l'11 maggio 1918 da 26 studenti dell'Università di Buenos Aires; la caratteristica più notevole di tale club, tra quelli nati per iniziativa dei giovani frequentatori d'ateneo, fu quella di non essere prerogativa esclusiva degli studenti di una data facoltà, ma aperto a tutti gli iscritti; lo scopo sociale era quello di «…integrare la cultura specialistica acquisita durante le lezioni … con l'esercizio fisico … per raggiungere la necessaria armonia delle componenti base dell'essere»; oltre a tali 26 primi firmatari, sono considerati soci fondatori del CUBA altri 69 studenti che ne sottoscrissero l'atto di costituzione prima del 1º giugno 1918.
La sezione di rugby a 15 ha partecipato fin dai primi anni venti al campionato dell'Unión de Rugby de Buenos Aires; dal 1931 al 1970 vinse 13 titoli e in due occasioni si impose per tre volte consecutive, dal 1950 al 1952 e dal 1968 al 1970.
Tale rimane tuttora l'ultima affermazione del club bonaerense, che ha espresso, tra i giocatori internazionali di maggior rilievo, l'estremo Ignacio Corleto, autore della prima meta alla Coppa del Mondo di rugby 2007 nell'incontro vinto dall'Argentina contro i padroni di casa della Francia.
Attualmente il CUBA milita nella prima divisione dell'URBA.

## Stemma e colori sociali
Lo stemma del Club Universitario è uno scudo francese il cui sfondo è bianco, diviso in quattro quarti da una croce il cui braccio verticale è azzurro e quello orizzontale è nero.
In ciascuno dei quattro quarti, da sinistra a destra e dall'alto in basso, campeggiano le lettere costitutive dell'acronimo del club (C - U - B - A).
Anche i colori di gara, per quanto riguarda il rugby, sono il nero, l'azzurro e il bianco: nella prima tenuta, la maglia di gioco è a quarti neri e azzurri (nella parte superiore della maglia il nero è nella metà sinistra), i pantaloncini bianchi e i calzettoni neri, talora con i risvolti azzurri.
La più recente tenuta alternativa prevede altresì una maglia bianca con pantaloncini neri e calzettoni azzurri.
Su entrambe le tenute figura, sul petto a sinistra, lo stemma del club.
Altre discipline del club, pur mantenendo gli stessi colori, talora ne cambiano la disposizione: per esempio la rappresentativa di calcio usa una maglia a strisce nere e azzurre, talora con maniche bianche; la squadra di hockey su prato, invece, ha una maglia nera con strisce azzurre orizzontali.

## Palmarès

### Rugby
- Campionati URBA: 13
1931, 1942, 1944, 1945, 1947, 1949[2], 1950-1952, 1965, 1968[2], 1969, 1970.

## Giocatori di rilievo

### Rugby
- Ignacio Corleto
- Juan Lanza